# Felis silvestris caucasica
Felis silvestris caucasica es una subespecie de  mamíferos carnívoros  de la familia Felidae.

## Distribución geográfica
Se encuentra en el Cáucaso y en Asia Menor.